# Bernt Ericsson
Bernt "Bempa" Ericsson, född 5 maj 1942 i Falun, är en svensk tidigare bandyspelare. 
"Bempa" gjorde A-lagsdebut för Falu BS den 16 februari 1958 i en match mot Edsbyns IF. Han gjorde landslagsdebut den 26 januari 1963 i Nässjö och svarade då för två mål mot Finland. Totalt skulle det bli 109 landskamper och 8 VM-turneringar för "Bempa". I sex av de åtta VM-turneringarna har "Bempa" blivit framröstad i "världslaget" och medaljskörden blev fem silver och tre brons. Han var med och vann Rossijaturneringen 1974. "Bempa" spelade sju säsonger i näst högsta serien och 17 säsonger i högsta serien där de tre SM-gulden var höjdpunkten på karriären. Han utsågs till Årets Man i Svensk bandy fem gånger .

## Karriär
- 1957/1958 - 1958/1959 Falu BS
- 1959/1960 IK Huge
- 1960/1961 - 1974/1975 Falu BS
- 1975/1976 - 1978/1979 IF Boltic
- 1981/1982 - 1982/1983 Slottsbrons IF

## Meriter
- Landskamper: 109
- SM-guld i bandy: 1971, 1974 och 1979
- Skyttekung i Division I: 1965, 1966, 1967, 1973, 1974
- Årets man i bandy: 1964, 1969, 1971, 1973 och 1974
- 13 år i följd framröstad som högerinner i "Årets lag"
- Stor grabb nr 136

## Övrigt
Ett känt citat från "Bempa" är hans svar på frågan om varför han valde bandy före ishockey: "Släng en bandyboll och en ishockeypuck framför en katt. Vad tror du katten väljer?"
Han är på ett frimärke som Boltic-spelare.